# Udarna brigada NOVJ-a Franjo Ogulinac Seljo
Udarna brigada »Franjo Ogulinac Seljo« formirana je 8. siječnja 1944. naredbom štaba Žumberačko-pokupskog sektora prema prijedlogu Glavnog štaba NOV i PO Hrvatske od 29. prosinca 1943. godine. U brigadu su ušli Drugi bataljun Žumberačko-pokupskog NOP odreda ojačan Prvom četom Prvog bataljuna te Drugi i Treći bataljun Turopoljsko-posavskog NOP odreda. Prateća četa brigade formirana je od Druge čete Trećeg bataljuna Žumberačko-pokupskog NOP odreda.
Ime je dobila po Franji Ogulincu – Selji, borcu za radnička prava s područja Siska, dragovoljcu u Španjolskom građanskom ratu i partizanskom zapovjedniku na prostoru Pokuplja i Žumberka koji je poginuo u borbama 1942. godine.
Brigada je nastala i borila se unutar gustog borbenog rasporeda osovinskih snaga i u blizini velikih garnizona kao što su Zagreb, Karlovac i Sisak. Tim područjem prolaze važne prometnice i u njemu su se nalazili gospodarski i vojni objekti od vitalnog značaja za osovinske snage, pa je stožer njemačkog 69. korpusa, koji je bio nadležan za ovu oblast, pokretao brojne njemačko-ustaško-domobranske operacije protiv tamošnjih partizana. Unatoč tome, brigada je zajedno sa partizanskim odredima uspješno opstajala, nanosila značajne štete i gubitke osovinskim snagama i preuzimala inicijativu u svoje ruke, djelujući svo vrijeme u neprijateljskoj pozadini na tipično partizanski način.
Prvih tjedana brigada je bila podređena štabu Žumberačko-pokupskog sektora, a od formiranja 34. hrvatske divizije 30. siječnja 1944., pa do kraja rata, brigada se borila u njezinom sastavu.
Dana 29. travnja 1944. godine u sastavu brigade, pored prvobitna tri, formiran je i Četvrti bataljun.

## Bitke brigade »Franjo Ogulinac Seljo«
Brigada je sudjelovala u slijedećim bitkama i pretrpjela ove gubitke:
| mjesto                               | datum                              | poginulo | ranjeno |
| ------------------------------------ | ---------------------------------- | -------- | ------- |
| Kod željezničke postaje Horvati      | 25./26. siječnja 1944.             | 3        | 10      |
| Na položajima Gudci – Markuševac     | 29. siječnja 1944.                 | 1        | 4       |
| Napad na utvrđenje Odra              | 3/4. veljače 1944.                 | 1        | 8       |
| Na položajima kod sela Markuševac    | 4. veljače 1944.                   | 1        | 5       |
| Borba u Posavini                     | 10. veljače 1944.                  | 22       | 14      |
| Prijelaz preko pruge                 | 12./13. veljače 1944.              | 2        | 0       |
| Napad na utvrđenje Lomnica           | 21./22. veljače 1944.              | 4        | 5       |
| Napad na utvrđenje Horvate           | 26./27. veljače 1944.              | 1        | 4       |
| Prilikom bombardiranja sela Dubranca | 27. veljače 1944.                  | 2        | 2       |
| Borba kod Ašpergera                  | 1./2. ožujka 1944.                 | 1        | 5       |
| Borbe oko Kraljevačkih Sela          | 6. ožujka 1944.                    | 43       | 45      |
| Bombardiranje sela Bukovčak          | 9. ožujka 1944.                    | 1        | 2       |
| Marš na Žumberak                     | 15./16. ožujka 1944.               | 0        | 1       |
| Borba kod G. Kupčine                 | 23. ožujka 1944.                   | 3        | 14      |
| Borba kod sela Kravarsko             | 3. travnja 1944.                   | 0        | 1       |
| Borba kod sela Kravarsko             | 6. travnja 1944.                   | 1        | 7       |
| Borba kod sela Dubranec – Trputci    | 22. travnja 1944.                  | 4        | 8       |
| Marš na Žumberak                     | 3./4. svibnja 1944.                | 0        | 2       |
| Napad na Izimje                      | 14./15. svibnja 1944.              | 10       | 14      |
| Napad na selo Ponikve                | 31. svibnja – 1. lipnja            | 4        | 9       |
| Akcija brigade 4./5. lipnja          | 4./5. lipnja                       | 0        |         |
| Borba kod sela Plešivice             | 7. lipnja 1944.                    | 9        | 11      |
| Borbe oko Blatnice                   | 17. i 18. lipnja 1944.             | 7        | 21      |
| Borbe kod Plešivice                  | 22. lipnja 1944.                   | 11       | 34      |
| U drugoj etapi ofenzive na Žumberku  | od 26. lipnja do 9. srpnja 1944.   | 7        | 18      |
| U trećoj etapi ofenzive na Žumberak  | 10. do 15. srpnja 1944.            | 8        | 20      |
| Borba kod Martinske Vesi             | 8./9. kolovoza 1944.               | 6        | 7       |
| Diverzija pruge Zagreb – Karlovac    | 7/8. rujna 1944.                   | 1        | 10      |
| Napad na Zdenčinu                    | 7./8. rujna 1944.                  | 5        | 33      |
| Napad na Brezovicu                   | 11./12. rujna 1944.                | 4        | 6       |
| Napad na Hrastovac                   | 26. do 27. rujna 1944.             | 23       | 73      |
| Napad na Sv. Klaru                   | 14./15. listopada 1944.            | 4        | 19      |
| Diverzija pruge Zagreb – Karlovac    | 30./31. listopada 1944.            | 0        | 3       |
| Napad na Pešćenicu                   | 22./23. studenog 1944.             | 2        | 7       |
| Napad na stražarnicu Mraclin         | 3./4. prosinca 1944.               | 2        | 11      |
| Napad na Babice                      | 10./11. prosinca 1944.             | 12       | 13      |
| Borbe u Stupniku i Bratini           | 12./13. prosinca 1944.             | 1        | 6       |
| Napad na Domagoviće                  | 24./25. prosinca 1944.             | 2        | 4       |
| Borbe oko Hasan-Brijega              | 27. i 28. prosinca 1944.           | 30       | 68      |
| Borbe oko Rečice – Blatnice          | 16. siječnja 1945.                 | 1        | 2       |
| Borbe kod Žažine                     | 25. do 28. siječnja 1945.          | 63       | 129     |
| Borbe oko M. Gorice i Bresta         | 7. do 16. veljače 1945.            | 6        | 11      |
| Borbe u Dvor-Brezovici i s. Vidalinu | 7. do 15. veljače 1945.            | 5        | 7       |
| Napad na Odru                        | 25./26. veljače 1945.              | 4        | 16      |
| Borba kod Kraljevca                  | 2. ožujka 1945.                    | 0        | 5       |
| Borba kod Rečice                     | 5. ožujka 1945.                    | 0        | 2       |
| Borba kod Dubranca                   | 9. ožujka 1945.                    | 3        | 2       |
| Borba kod Hasan-Brijega              | 18. ožujka 1945.                   | 2        | 4       |
| Borba kod Zdenčine                   | 23./24. ožujka 1945.               | 1        | 1       |
| Napad na Zdenčinu                    | 26./27. ožujka 1945.               | 5        | 28      |
| Napad na Klinča-Selo i Amruševo      | 30./31. ožujka 1944.               | 6        | 37      |
| Borbe kod Primišlja                  | 7. travnja 1945.                   | 15       | 67      |
| Borbe oko Tounja – Zdenaca           | od 11. do 13. travnja 1945.        | 9        | 23      |
| Borbe u području Generalskog Stola   | od 17. do 29. travnja 1945.        | 16       | 36      |
| U završnim borbama za oslobođenje    | od 30. travnja do 8. svibnja 1945. | 14       | 79      |
| Poginuli u raznim drugim prilikama   |                                    | 29       |         |

Prema podacima prikupljenim za monografiju brigade, tijekom šesnaest ratnih mjeseci poginulo je 418 boraca brigade, a oko 1100 ih je ranjeno.